# St-Antoine (Saint-Antoine-l’Abbaye)

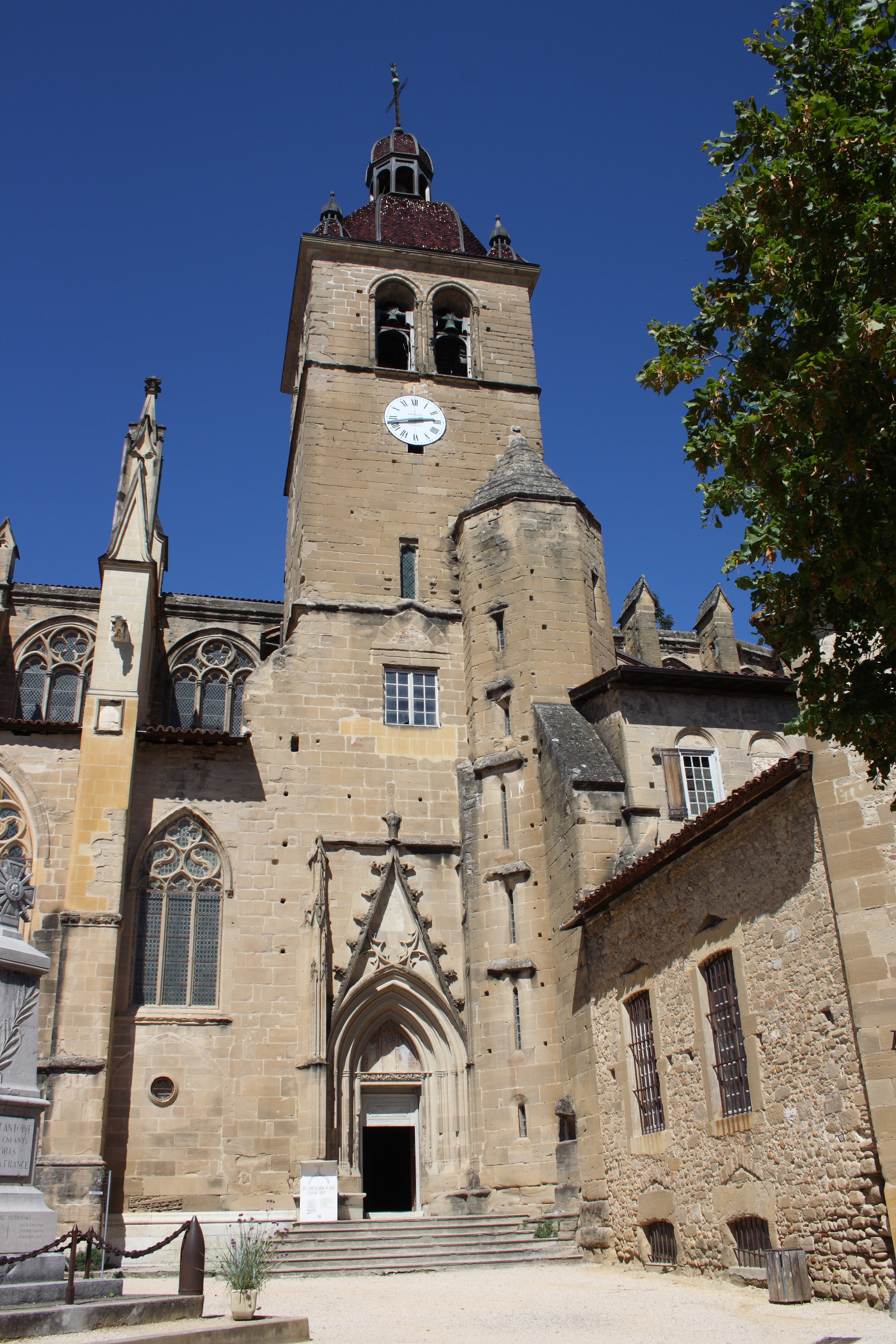
Abteikirche Saint-Antoine

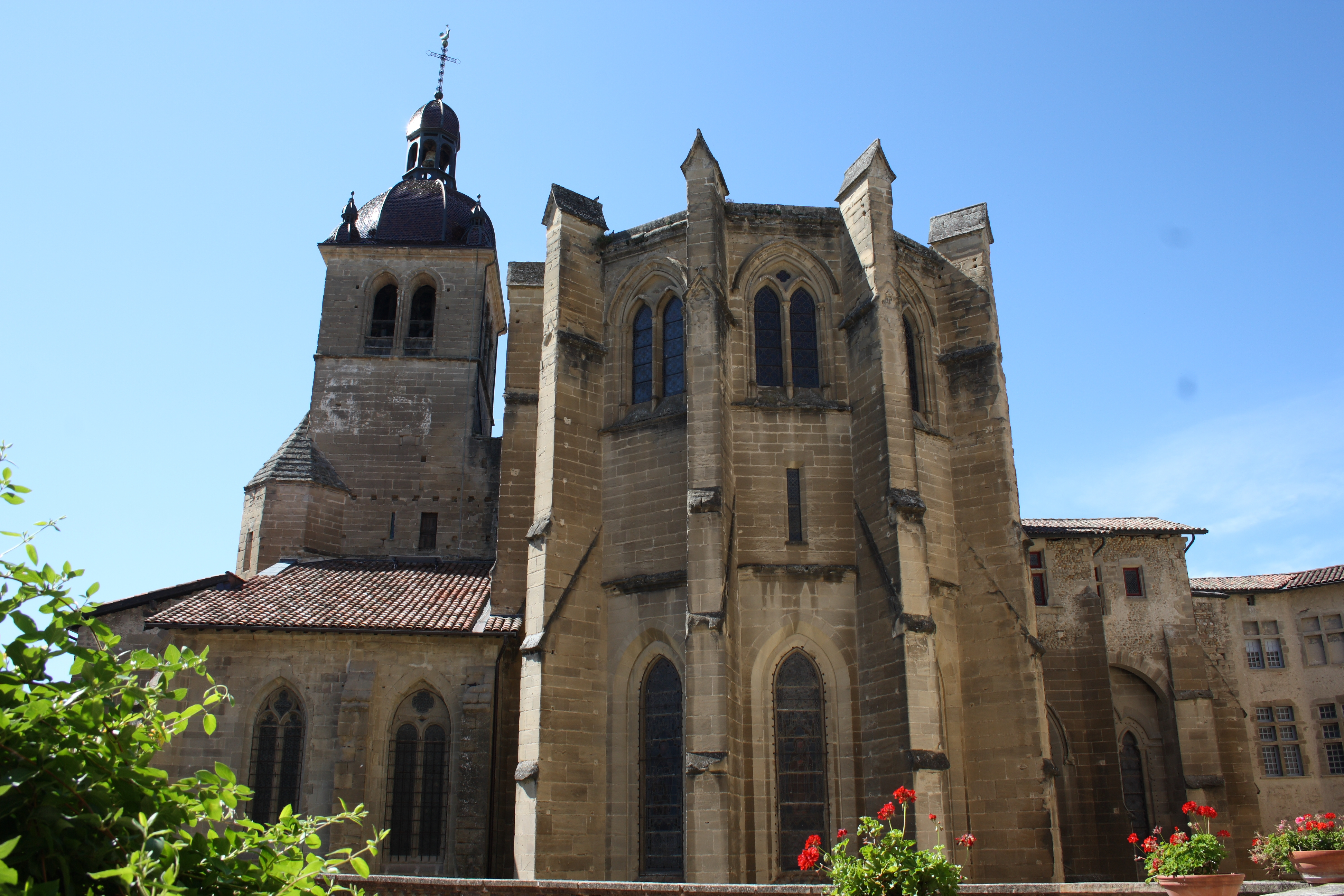
Chorhaupt und Turm

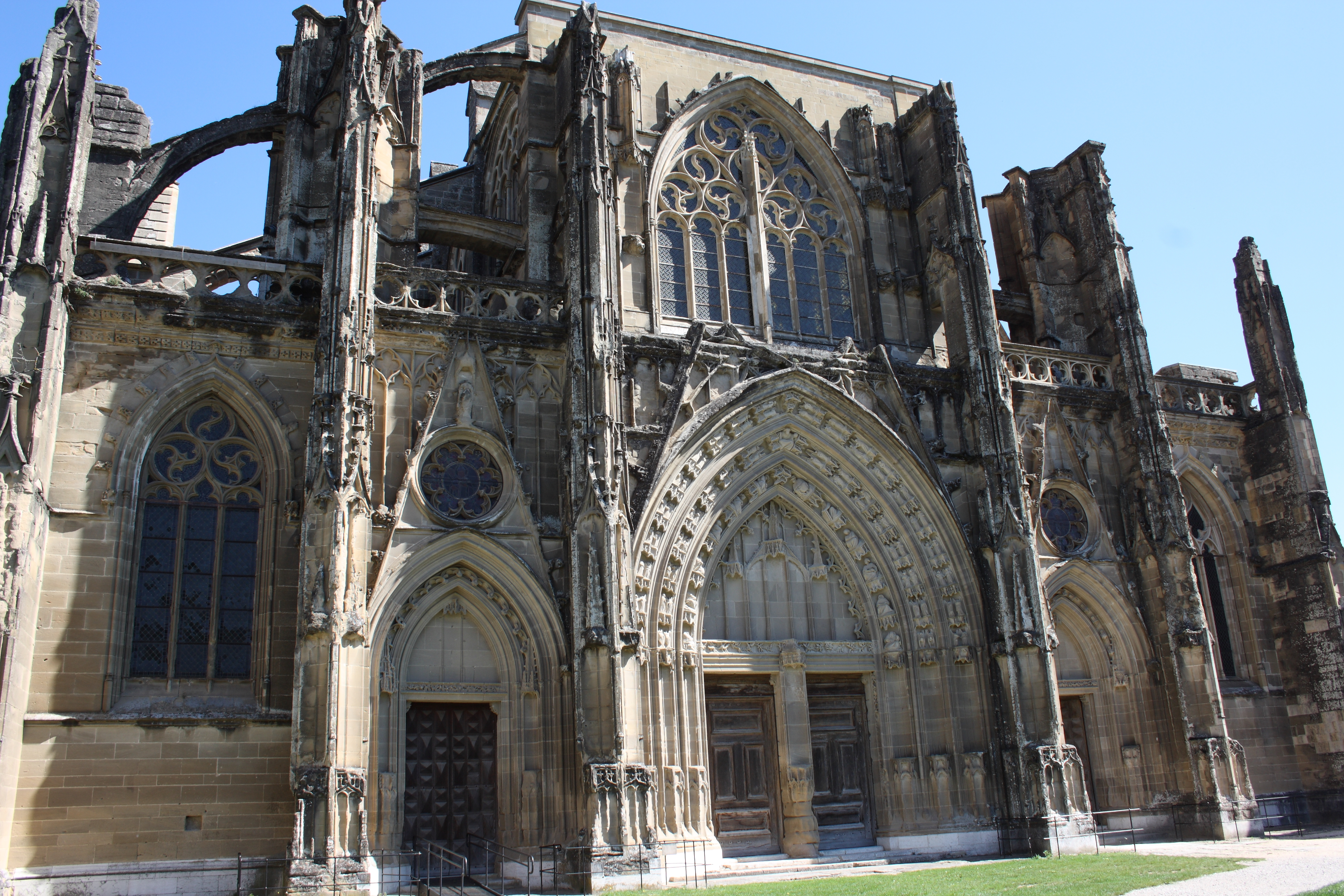
Westfassade

Die ehemalige Abteikirche Saint-Antoine in Saint-Antoine-l’Abbaye, einem Ort der Gemeinde Saint Antoine l’Abbaye im Département Isère in der französischen Region Auvergne-Rhône-Alpes, wurde im 14. Jahrhundert an der Stelle einer romanischen Vorgängerkirche errichtet. Mit ihren Ausmaßen von 61 Metern Länge, 32 Metern Breite und einem 22 Meter hohen Mittelschiff ist sie den großen gotischen Kathedralen ebenbürtig. Im Jahr 1840 wurde die Kirche der Abtei Saint-Antoine-l’Abbaye, des Mutterklosters des Antoniter-Ordens, als Monument historique in die Liste der Baudenkmäler (Base Mérimée) in Frankreich aufgenommen.

## Geschichte
Bereits im 11. Jahrhundert gab es unterhalb der Burg von La-Motte-aux-Bois eine Kirche, die Maria geweiht war. In dieser Kirche brachte man zunächst die Reliquien des heiligen Antonius unter, die der Burgherr Jocelyn von Châteauneuf de l’Albenc 1070 von seiner Wallfahrt aus dem Heiligen Land mitgebracht hatte. Der Ort wurde unter dem Namen Saint-Antoine ein Anziehungspunkt von Pilgern aus ganz Europa, die dort vor allem Heilung von einer im Mittelalter als Antoniusfeuer bezeichneten Krankheit erhofften.
Von hier ausgehend entstanden im Mittelalter über 300 weitere, meist mit einem Spital versehene Klöster des Antoniter-Ordens in Europa, darunter das Antoniterkloster Issenheim bei Colmar im Elsass.
1088 gründeten auf Veranlassung von Papst Urban II. Benediktiner aus der Abtei Montmajour in Saint-Antoine ein Priorat. Sie sollten die Antoniusreliquien betreuen und eine neue, der Bedeutung dieser Reliquien und der großen Pilgerschar angemessene Kirche errichten. 1119 weihte Papst Calixt II. diese Kirche, die vermutlich später durch einen Brand zerstört wurde. Im 12. Jahrhundert begann man mit dem Bau einer neuen Kirche, doch brachten die Zwistigkeiten zwischen den Benediktinern und der Bruderschaft Maison de l’Aumône, die Gaston de Valloire um 1095 aus Dankbarkeit über die Heilung seines Sohnes ins Leben gerufen hatte, die Bauarbeiten zum Erliegen. 1297 entschied Papst Bonifatius VIII. zugunsten der Bruderschaft, die er zu Regularkanonikern des Antoniter-Ordens erhob. Die Benediktiner mussten Saint-Antoine verlassen und die Reliquien den Antonitern übergeben. Diese setzten 1337 den Bau der Abteikirche fort, die um 1484 vollendet wurde.
Während der Französischen Revolution wurden die Konventsgebäude verkauft und die Kirche wurde Pfarrkirche. 

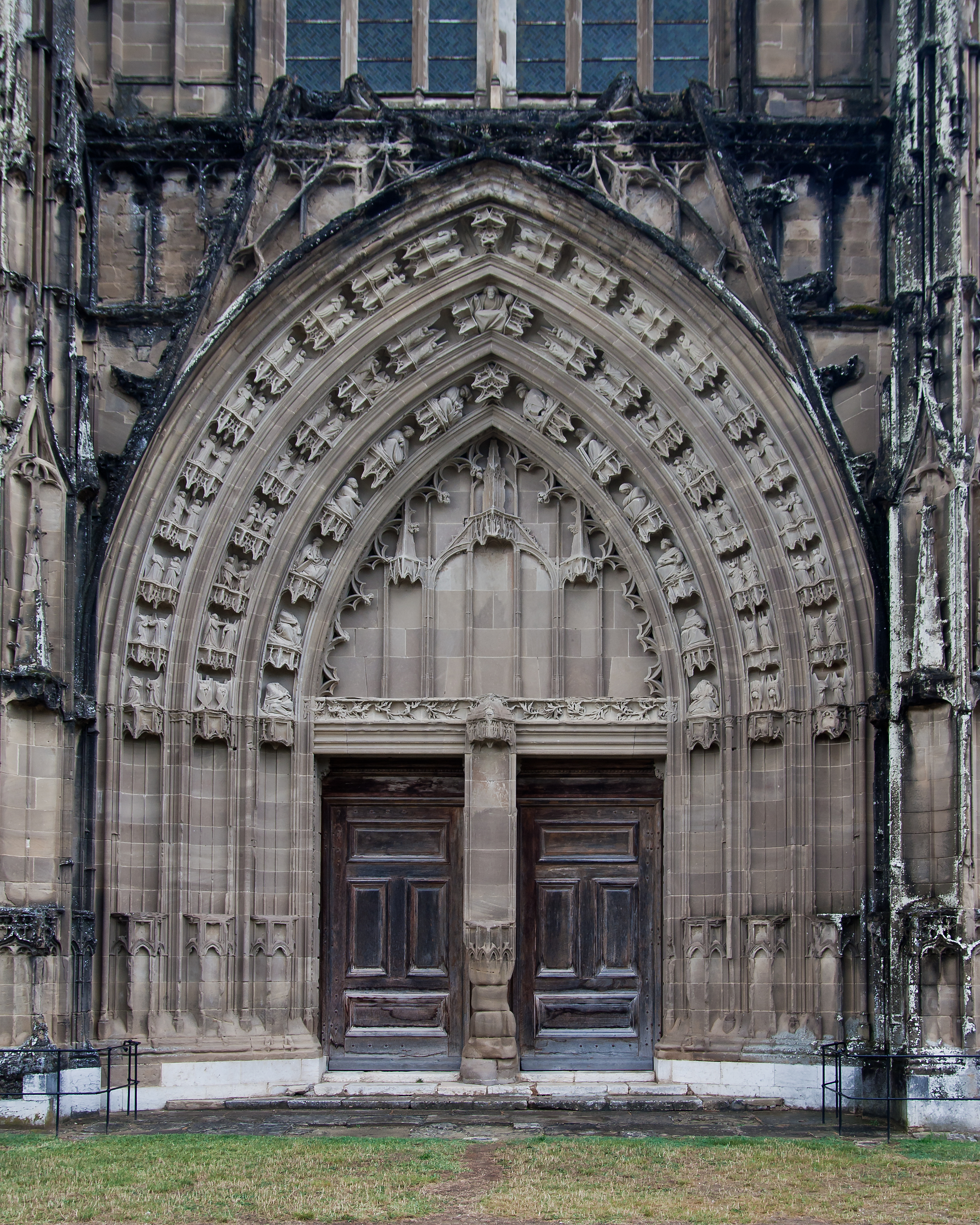
Portal

## Architektur

### Außenbau
Aus der ersten, der frühgotischen Bauphase stammt der Chor mit seinen schlichten, abgetreppten Strebepfeilern und seinen kleinen Fenstern. Das Langhaus mit seinem von Fialen und Wasserspeiern besetzten Strebewerk und den großen Maßwerkfenstern gehört der Hochgotik an, während die Westfassade den Flamboyantstil der späten Gotik aufweist.
Der Skulpturenschmuck des Westportals wird Antoine Le Moiturier zugeschrieben, der sich von 1461 bis 1464 in Saint-Antoine aufhielt und anschließend am Grabmal des burgundischen Herzogs Johann Ohnefurcht in der Chartreuse de Champmol mitwirkte. Das Portal wurde während der Hugenottenkriege (1562–1598) stark beschädigt und ein großer Teil der ursprünglichen Gewändefiguren wurde zerstört.
Auf der inneren Archivolte sind Propheten und Könige des Alten Testamentes dargestellt, auf den beiden äußeren Archivolten sind paarweise Engel angeordnet. Im Zentrum der mittleren Archivolte thront Christus als Salvator Mundi. Über dem Portal durchbricht ein großes Fenster mit neun Triskelen im Maßwerk die Fassade.

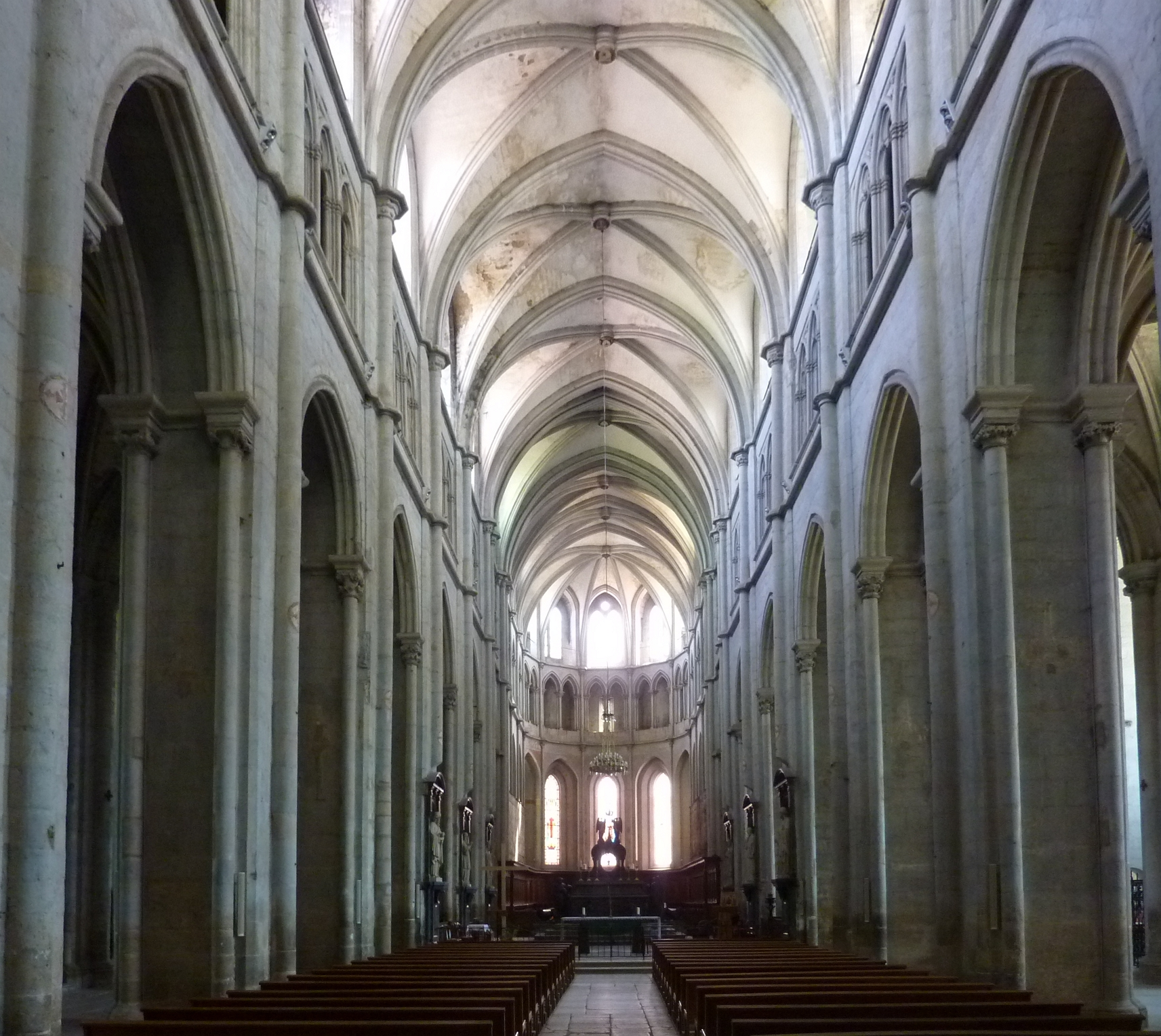
Innenraum

### Innenraum
Das dreischiffige Langhaus ist in acht Joche gegliedert, die von Kreuzrippengewölben gedeckt werden. Die Schlusssteine sind zum Teil noch mit Wappen verziert. Der Aufriss ist dreigeschossig. Die hohen, zugespitzten Arkaden ruhen auf mächtigen Pfeilern mit Säulenvorlagen. Unter den Obergadenfenstern verläuft ein Triforium, das sich im Langhaus aus Dreierarkaden zusammensetzt und im Chor aus Zwillingsarkaden besteht. An die beiden Seitenschiffe schließen sich Kapellen an, die im 17. Jahrhundert durch Durchgänge miteinander verbunden wurden.

## Bleiglasfenster

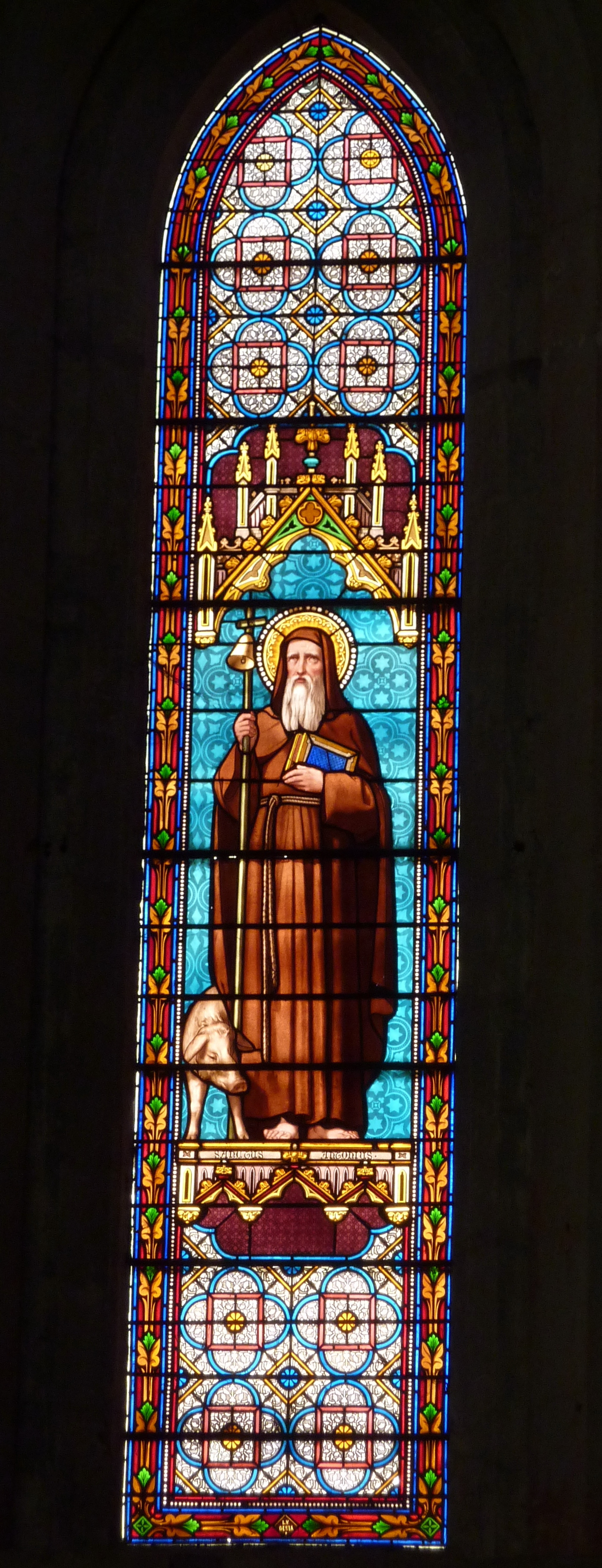
Chorfenster mit Darstellung des heiligen Antonius

Die Chorfenster stammen aus dem 19. Jahrhundert. Sie stellen den heiligen Antonius, den Papst Calixt II. und Jocelyn von Châteauneuf de l’Albenc, der im 11. Jahrhundert die Antoniusreliquien in den Ort brachte, als Kreuzritter dar.
In der Kapelle Notre-Dame-de-Consolation, die Ende des 15. Jahrhunderts an das südliche Chorhaupt angebaut wurde und ab dem Ende des 17. Jahrhunderts als kleine Sakristei diente, befinden sich Bleiglasfenster von 1605, die ältesten Fenster der Kirche. Auf der linken Scheibe mit der Inschrift „Ave Maria“ ist eine Pietà dargestellt, auf der rechten Scheibe prangt die Jahreszahl 1605 und das Tau der Antoniter.

## Wandmalereien

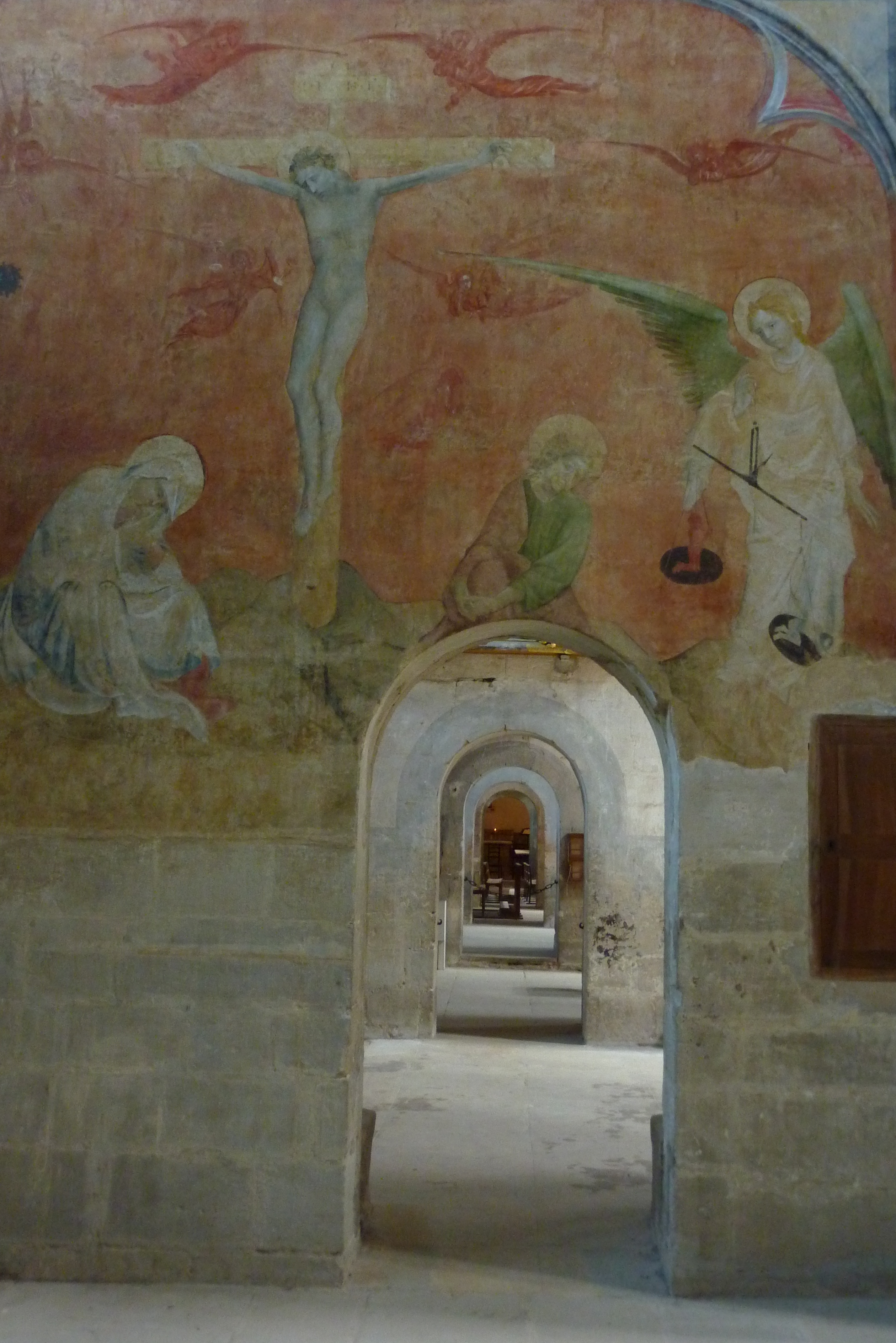
Wandmalerei mit der Kreuzigung Christi

In zwei Kapellen des nördlichen Seitenschiffes sind Wandmalereien aus dem 15. Jahrhundert erhalten. In der dem Eremiten Paulus von Theben geweihten Kapelle ist die Kreuzigung Christi dargestellt und gegenüber der heilige Christophorus, der das Jesuskind trägt. Eine andere Szene zeigt den heiligen Antonius, der mit der Hilfe von zwei Löwen den Eremiten Paulus bestattet. In der den Aposteln Petrus und Paulus geweihten Kapelle wurden bei der Restaurierung Wandmalereien mit Szenen aus dem Leben der beiden Apostel und des heiligen Antonius wieder freigelegt.

## Ausstattung
- Der Hauptaltar aus Marmor und Bronze wurde 1667 in Auftrag gegeben, nachdem der ursprüngliche Altar während der Religionskriege zerstört worden war. Er birgt den Schrein mit den Reliquien des heiligen Antonius, der ebenfalls im 17. Jahrhundert neu hergestellt wurde.
- Das holzgeschnitzte Chorgestühl mit 97 Sitzen stammt von 1630.
- In der Michaelskapelle, die 1352 an das südliche Chorhaupt angebaut wurde und die ehemals als Kapitelsaal und später als Sakristei diente, werden die Reliquien verschiedener Heiliger und Märtyrer in zum Teil kostbaren Reliquiaren und Reliquienbüsten aufbewahrt.

## Orgel
Die Orgel stammt aus dem 17. Jahrhundert. Der mit großen musizierenden Engelsfiguren verzierte Orgelprospekt aus Nussbaum wurde 1639 angefertigt. Er wird vom Wappen der Antoniter, dem doppelköpfigen Adler und dem Tau bekrönt. 1805 kam die Orgel nach Grenoble und wurde erst 1984 wieder in die Kirche Saint-Antoine zurückgebracht.